# داميان جرابوسكي
داميان جرابوسكي (بالبولندية: Damian Grabowski؛ مواليد 12 مايو 1980) هو مُقاتل فنون قتالية مختلطة بولندي.

## وصلات خارجية
- داميان جرابوسكي على موقع يو إف سي (الإنجليزية)
- داميان جرابوسكي على موقع بيلاتور (الإنجليزية)
- داميان جرابوسكي على موقع شيردوغ (الإنجليزية)
- داميان جرابوسكي على موقع IMDb (الإنجليزية)